# Lavandula viridis
Lavandula viridis é uma espécie de planta com flor pertencente à família Lamiaceae. 
A autoridade científica da espécie é L'Hér., tendo sido publicada em Sertum Anglicum 19. 1789.
O seu nome comum é rosmaninho-verde.

## Portugal
Trata-se de uma espécie presente no território português, nomeadamente em Portugal Continental, no Arquipélago dos Açores e no Arquipélago da Madeira.
Em termos de naturalidade é nativa de Portugal Continental e do Arquipélago da Madeira, sendo introduzida no Arquipelago dos Açores.

## Protecção
Não se encontra protegida por legislação portuguesa ou da Comunidade Europeia.